# Lorenzo Tiepolo
Lorenzo Tiepolo (Velence, 13. század – Velence, 1275. augusztus 15.), velencei arisztokrata, 1268–1275 között a Velencei Köztársaság 46. dózséja. Uralkodásának 7 éve során kezdett kikristályosodni az alkotmányos köztársaság későbbi rendje. Az arisztokraták irányította állami intézmények egyre nagyobb hatalomra tettek szert, míg a dózse szerepe halványodni látszott. Nagy szerepe volt a városállam adriai tengeri hegemóniájának kivívásában.

## Apja nyomdokain
Lorenzo az egyik leggazdagabb velencei család sarjaként látta meg a napvilágot. Apja, Jacopo Tiepolo dózse volt, aki 1229-ben olyan dózseeskü letételére kényszerült, amely a dózsék hatalmának hanyatlásához vezetett. Igaz Jacopo dózse a háborúk miatt még nem érzékelte annyira esküjének súlyát. Az egykori dózse igen népszerű volt Velencében, és Lorenzo személye sem volt már ismeretlen a városiaknak. 1258-ban a velencei hajóhad kapitánya volt, amikor Akkón városa előtt hatalmas vereséget mért a genovai flottára. A háború elhúzódott, és a gazdaság hanyatlását több elődjének nem sikerült megállítania. 

Lorenzo kiváló családi kapcsolatokkal is rendelkezett. Tankréd, Szicília királya éppúgy rokonságába tartozott, mint a szerb területek jelentős részét, Ráczországot uraló Brienne-i Boemund. Ez utóbbinak leányát, Marchesinát vette feleségül. Ez persze nem lett volna elég ahhoz, hogy a negyvenek tanácsa megválassza a köztársaság élére. A császárokéval vetekedő vagyona, és emiatt népes támogatótábora azonban már elegendő volt ehhez. A Dandolo családdal vívott hatalmi csatározások már Reniero Zeno dózse uralma alatt felszínre kerültek. A két család ellentétét végül a Tiepolok nyerték meg, ugyanis Giovanni Dandolo karddal megsértette Lorenzot, és ezt a velencei törvényhozás elítélte.

## Intézményi reformok
A gazdasági nehézségek azt sugallták a velenceieknek, hogy a trónra lépő dózsék egyedül képtelenek megoldani a város problémáit. Ezt a közhangulatot igyekezett feltüzelni az arisztokrácia is, hiszen ez kedvezett a velencei nemeseknek a hatalom átszervezésében. A nép és főként az arisztokraták nyomásának engedve Lorenzonak komoly intézményi reformokat kellett végrehajtania. Ez leginkább a dózse megválasztásának rendjét érintette. Tiepolo dózse idején dolgozták ki azt a bonyolult eljárást, amely a köztársaság fennállásáig érvényben maradt a dózsék megválasztásánál. 

Ezek alapján miután összeült a Maggior Consiglio a legfiatalabb tanácsosnak el kellett hagynia a termet, és az útjába kerülő első olyan fiúcskával kellett visszatérnie, aki nyolc és tíz év között volt. A fiúcskát balotinnak nevezték, és feladata a sorshúzások ellenőrzése volt. A velenceiek szerint ugyanis az ártatlan gyermeki felügyelet tisztább minden esküt tett hivatalnoknál. Ezek után a terem közepére egy vászonzsákba annyi fagolyót helyeztek, amennyi tanácsos volt. Harminc golyóban a következő felirat állt: elector, azaz választó. A golyókat, amelyeket balote névvel illettek a balotin vette ki a zsákból és nyújtotta át a tanácsosoknak. A harminc kisorsolt tanácsos a teremben maradhatott, de csak akkor, ha köztük nem volt családi összeköttetés. Ebben az esetben a később kisorsolt rokon balotéját újra visszahelyezték a zsákba, és minden elölről kezdődött. Végül a harmincak ugyanúgy baloték segítségével kilenctagúra fogyatkoztak. A kilenctagú tanács összeült és a Nagytanács összes tagjából kiválasztott negyvenet, méghozzá úgy, hogy a kilencek közül az első négy kiválasztott öt nevet javasolhatott, míg a fennmaradó öt tanácsos négyet-négyet. A javasolt neveknek azonban legalább hét tanácsos támogatását kellett megszerezniük ahhoz, hogy valóban ki legyenek választva.

A negyvenek a balote-húzás segítségével tizenkét fősre fogyatkoztak, majd ők a Nagytanács tagjaiból huszonötöt választottak ki úgy, hogy egy név mögött kilenc tanácsosnak kellett voksolnia. A huszonötök ismét a balote segítségével kilencre apadtak, majd a Nagytanács tagjaiból 45-öt választottak ki, úgy hogy egy név mögött hét szavazatnak kellett állnia. A negyvenötök sorsolással tizenegyet választottak ki maguk közül. A tizenegyek végül kiválasztják a végső negyvenegy tanácsost, ehhez kilenc tanácsos beleegyezése kellett, akik végül megválasztják a dózse személyét, ahol legalább huszonöt szavazat szükségeltetett a döntéshez.
A bonyolult választás értelmetlennek tűnik akkor, amikor a dózse hatalma egyre inkább reprezentatívvá válik. Ennek két oka is volt. Egyrészt a cím visszautasíthatatlan volt, ezért sokan el akarták kerülni a megtisztelő címet, amely egyet jelentett a politikai életből való kivonással. Vagyis majdnem ugyanis a másik ok éppen az volt, hogy a dózse személyének mindvégig jelentős befolyása volt a velenceiekre, és ráadásul megmaradt pár fontos joga. Így több gyűlés összehívása valamint ezeken az első szó joga is a dózsét illette meg. Ezért volt fontos, hogy a dózse trónja ne legyen "örökíthető" családon belül.
Lorenzo egyre inkább a Signoriában és a Nagytanácsban próbálta meg kiterjeszteni befolyását. A dózsék gyakran ezen intézményeken keresztül tudták csak elérni saját akaratukat. Lorenzo ezen felül más értelemben is újat hozott a dózsék uralmában. Ő volt az első dózse, aki felfedezte a céhek és kereskedelmi szövetségek jelentőségét. Fesztivált rendeztetett a tiszteletükre, amely jelentős bevételt jelentett ennek a rétegnek. A Nagytanácsot pedig sikerült rávennie egy újabb hivatal bevezetésére. A Cancelier Grandot a kézművesek közül választotta a Nagytanács. A bíbor ruhába öltöztetett kancellár az állami pénzügyek vezetője volt, és a köztársaság első titkára. A dózse természetesen az kancellár befolyásolásával is jelentős hatalmat gyakorolhatott.

## Az első genovai háború vége

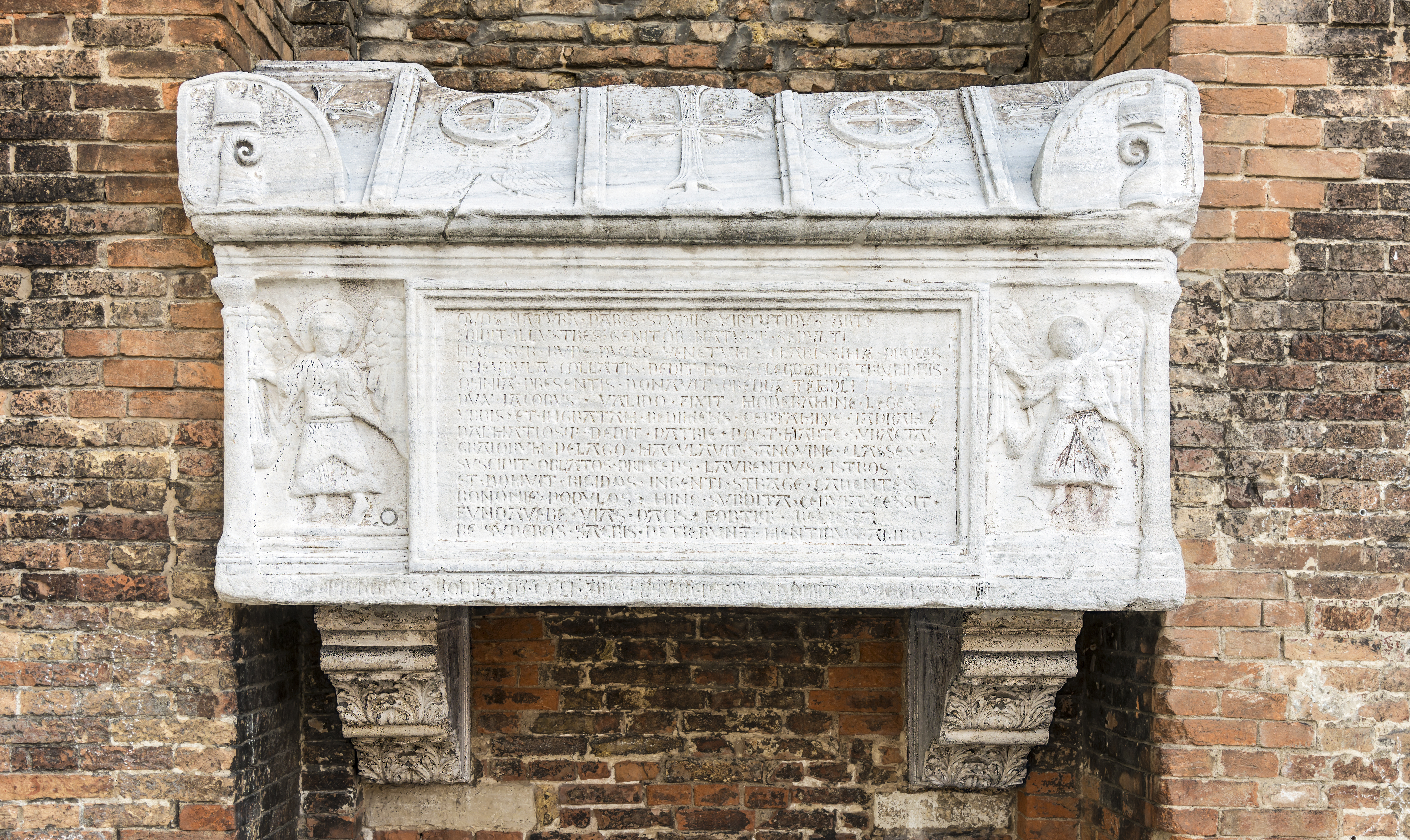
Sírjában.

A bonyolult választási rendszer kidolgozása után Lorenzo dózsénak az örök vetélytárs, Genova ellen vívott háború befejezése vált érdekévé. A háború sikeres befejezése létfontosságú volt a város gazdaságának talpraállításához. Végül a velencei diplomácia 1270-ben Cremonában sikerrel megkötötte az első genovai háború békéjét a rivális város vezetőivel és Bizánc képviselőivel. A béke tulajdonképpen semmiféle eredményt nem hozott egyik félnek sem. A béke tulajdonképpen az Égei-tenger használatát engedélyezte újra a velencei hajók számára, de semmi egyéb előrelépés nem történt. VIII. Mihály császár makacsul ragaszkodott ahhoz, hogy a kapzsi velencei kereskedők nem kaphatnak kereskedelmi jogokat Bizánc területeivel.

A genovai háború lezárása után Itáliában azonban nem nyugodtak le a kedélyek. Bologna és más városállamok a háború által meggyengített Velencére támadtak, mivel nem értettek egyet a városnak fizetendő adóval és annak hegemóniájával. A korábban a da Romana vezette német-római barát sereg ellen szövetkező városok most Velence ellen indultak. Bologna mellett Ancona, Recanati és Cremona is sereget indított Szent Márk köztársasága ellen. Az 1271-ben induló háború rosszul indult Velence számára. Az egyesült seregek megfutamították Velence hadait, és egészen Chioggia városáig menekültek az oroszlános hadak. Itt a tengerről támogatást kaptak, és a magára talált velencei sereg végül 1273 augusztusára térdre kényszerítette a Bologna vezette szövetséget. Egyedül a pápa védelme alatt álló Ancona nem volt hajlandó békét kötni a várossal. Velence hatalma megerősödött Itáliában, és így Isztria felé is hódítani tudott. A dózse keresztülvitte az állami intézményeken egy őrhajókból álló flotta felállítását, amely az Adriai-tengert őrizné és felügyelné. A rendőri feladatokat ellátó flotta élére a Capitano del Golfo állhatott, amely egy új velencei cím lett. Jogukban állt ellenőrizni a rakományt és a kivetett vámok befizetését is.
A legenda szerint Lorenzo uralkodása alatt, 1271-ben indult útjára Marco Polo, a híres velencei utazó, és 1273-ban érte el Pekinget.
Lorenzo 1275. augusztus 15-én halt meg. Testét a családi kriptába temették el a SS. Giovanni e Paolo templomban. Apjával ugyanazon szarkofágban fekszenek.
| Előző uralkodó: Reniero Zeno | Velencei dózse 1268–1275 | Következő uralkodó: Jacopo Contarini |